# Hanna Polk
Hanna Polk, właśc. Hanna Wrycza-Kurkowska, również jako Hanna Wrycza-Polk, Hanna Wrycza (ur. 18 września 1963 w Zblewie, zm. 4 grudnia 2019) – polska aktorka.

## Życiorys
W teatrze zadebiutowała w 1985 rolą Margret w spektaklu Maria i Woyzeck, w Teatrze Studyjnym '83 w Łodzi. Również w 1985 miał miejsce jej debiut filmowy – rola koleżanki Kasi w dwuodcinkowym serialu Żuraw i czapla. W 1986 ukończyła studia na Wydziale Aktorskim Państwowej Wyższej Szkole Filmowej, Telewizyjnej i Teatralnej im. Leona Schillera w Łodzi. W tym samym roku została wyróżniona nagrodą indywidualną za rolę w przedstawieniu Ballada o ostatnich na Ogólnopolskim Przeglądzie Spektakli Dyplomowych Szkół Teatralnych w Łodzi.
Występowała w teatrach: łódzkich – Teatrze Studyjnym '83 w Łodzi (1985–1986) i Teatrze Powszechnym (1986–1987) oraz warszawskich – Teatrze Studio (1987–1991) i Teatrze Ochoty (1993).

## Życie prywatne
Pierwszym mężem aktorki był aktor Piotr Polk (w latach 1986–1993). Małżeństwo zakończyło się rozwodem. Drugi mężem był Marek Kurkowski (2003–2010). Małżeństwo zakończyło się śmiercią małżonka. Miała z nim dwóch synów: Franciszka i Jakuba. Była wykwalifikowanym pilotem wycieczek zagranicznych. Hanna Polk została pochowana na cmentarzu parafialnym w Zblewie, w województwie pomorskim.

## Filmografia
- Żuraw i czapla (1985) – koleżanka Kasi
- Ballada o Januszku (1987) – Zosia Kwiecińska
- Pogranicze w ogniu (1988) – Marysia, koleżanka Doroty
- And the Violins Stopped Playing (I skrzypce przestały grać) (1988) – Zofia
- W labiryncie (1988–1990)
- Bal na dworcu w Koluszkach (1989) – Basia
- Lawa (1989)
- Sztuka kochania (1989)
- Mefisto walc (1989) – Magda
- Seszele (1990)
- Lepiej być piękną i bogatą (1993)
- Nowe przygody Arsène’a Lupin (Les Nouveaux Exploits d’Arsène Lupin) (1993) – Agnes
- Kuchnia polska (1993) – pracownica fundacji (odc. 6)
- Cwał (1995)
- Sukces... (1995) – urzędniczka Marysia
- Pokuszenie (1995)
- Doktor Semmelweis (1995) – prostytutka Rosa
- Taekwondo (1997) – kasjerka
- Dom (1997) – panienka pod hotelem w Poznaniu
- Klan – policjantka w Policyjnej Izbie Dziecka
- Na dobre i na złe (2001) – Irena Zięba, matka Marcina
- Gulczas, a jak myślisz... (2001) – żona Janusza
- Samo życie – Stefa, dziennikarka w redakcji gazety „Samo Życie”
- Żurek (2003)
- M jak miłość (2003) – przyjaciółka Marioli Radomskiej
- Na Wspólnej – Halina
- Plebania (2004) – Marta, kandydatka na gospodynię na plebanii w Starej Wiośnie
- Klinika samotnych serc (2005) – Jadwiga Budek, matka Teresy i Moniki
- Boża podszewka II (2005) – pielęgniarka
- Odwróceni (2007) – kelnerka (odc. 3)
- Świadek koronny (2007) – kelnerka
- Tylko miłość (2007–2009) – sędzia sądu rejonowego prowadząca rozprawę rozwodową Krystyny i Zdzisława Boguszów
- Glina (2008) – kadrowa w HPM Express (odc. 25)
- Na dobre i na złe (2008) – Bednarska, matka Kingi
- Ojciec Mateusz (2010) – matka Alka Wrony
- Powidoki (2016) – sekretarka MHD

Źródło: Filmpolski.pl.